# Mary Donaghy
Mary Donaghy (Jessica Mary „Jessie“ Donaghy; * 7. Dezember 1939 in Thames) ist eine ehemalige neuseeländische Hochspringerin, Weitspringerin und Sprinterin.
1956 wurde sie bei den Olympischen Spielen in Melbourne Siebte im Hochsprung.
Bei den British Empire and Commonwealth Games 1958 in Cardiff gewann sie Silber im Hochsprung, wurde Fünfte im Weitsprung und kam mit der neuseeländischen 4-mal-110-Yards-Stafette auf den vierten Platz.

## Persönliche Bestleistungen
- Hochsprung: 1,71 m, 12. März 1961, Hamilton
- Weitsprung: 6,11 m, 12. Dezember 1959, Hamilton